# 韓国陸軍大学
大韓民国陸軍大学（だいかんみんこくりくぐんだいがく、朝鮮語: 대한민국 육군대학）は、大韓民国陸軍の中堅・高級将校養成機関である。2011年12月1日、三軍統合の合同軍事大学校の新設に伴い、韓国海軍大学、韓国空軍大学とともに合併・解体されていたが、2020年12月1日に合同軍事大学校の各軍大学部門が三軍本部隷下に移管されたことで再創設された。

## 歴史
韓国における高級将校養成機関は、1947年7月に設置された陸軍参謀学校があったが、朝鮮戦争の中で第1期生を送り出したのみで廃校になった。これに代わり1951年10月28日に慶尚北道大邱に設立されたのが本学である。1954年7月、慶尚南道昌原郡鎮海（現昌原市鎮海区）に移転、また前後の師団級過程教育生を50人から150人に増やし、軍団級以上の指揮官と参謀教育のための上級コースを設置した。
しかし、1957年後半からは戦時需要を満たすべく、当初の量的教育から精鋭幹部教育へと方針を転換、師団級コースと上級コースの代わりに42週間の正規の課程と20週間の短期コースを設置した。その後、1976年からは短期コースを廃止し、以後通常のコースと参謀教育コースを設置した。
1995年11月末、大田広域市儒城区自雲台に移転。

## カリキュラム
陸軍少領以上の将校の指揮官の資質を育成する教育カリキュラムであり、「基本」、「正規」の2つがある。
基本過程では、全ての専攻学生級将校を対象にする。入学者は毎年約950名。諸兵協同戦術の専門家育成のため、師団級除隊職務遂行能力の培養に重点を置き、戦術学（師団戦術、北朝鮮軍の戦術）、参謀学、戦闘指揮訓練を中心とし、16週間の訓練を実施する。
一方の正規課程は、基本過程のうち成績優秀者4割を選抜して行われるもので、軍事専門家の育成のために軍団級以上の除隊職務遂行能力の培養に重点を置き軍事戦略、作戦術、野戦軍作戦、戦術学（軍団戦術、北朝鮮軍の戦術）、参謀学、戦争史を中心に33週間の追加教育を実施する。
2008年4月より大幅なカリキュラムの変更がなされ、相対評価から絶対評価方式に、講義中心の授業から生徒の創造性を重視した議論中心に切り替え、1人1研究課題を与え暗記式の勉強がなくなった。
1971年からは外国人留学生の受け入れも行っており、2009年には朝鮮戦争に参戦したトルコ旅団司令官タシン・ヤジシ准将の孫が留学している。

## 歴代総長
| 代 | 氏名            | 氏名     | 在任期間              | 出身校・期                   | 前職                   | 後職               | 備考                       |
| -- | --------------- | -------- | --------------------- | ---------------------------- | ---------------------- | ------------------ | -------------------------- |
| 代 | 漢字/片仮名表記 | 原語表記 | 在任期間              | 出身校・期                   | 前職                   | 後職               | 備考                       |
| 1  | 李鍾賛          | 이종찬   | 1951.12.10            | 日本陸士49期                 | 参謀総長               | 米留学             | 兼参謀総長                 |
| 2  | 李應俊          | 이응준   | 1952 - 1953.5         | 日本陸士26期 軍事英語学校1期 | 全羅南道戒厳民事部長   | 第1訓練所長        |                            |
| 3  | 白善燁          | 백선엽   | 1953.5 - 7            | 奉天軍校9期                  | 参謀総長               | 第1軍司令官        | 兼参謀総長                 |
| 4  | 李鍾賛          | 이종찬   | 1953.7 - 1960.4       | 日本陸士49期                 | 参謀総長               | 国防部長官         |                            |
| 5  | 金桂元          | 김계원   | 1960.5 - 10           | 軍事英語学校                 | 情報参謀副長           | 第3管区司令官      |                            |
| 6  | 李成佳          | 이성가   | 1960.10 - 1962.3      | 南京軍校 軍事英語学校        | 情報参謀副長           | 予備役編入         |                            |
| 7  | 兪海濬          | 유해준   | 1962.3 -              | 中央軍校15期 軍事英語学校    | 政訓監                 | 第1軍副司令官      |                            |
| 8  | 朴重潤          | 백석주   | 1964.8.10 - 1965      |                              | 陸士校長               | 国防大学院長       |                            |
| 10 | 呉昌根          | 오창근   | 1966.1 - 1967.8.21    | 警士1期                      | 第1軍副司令官          | 予備役             |                            |
| 12 | 金益権          | 김익권   | 1969? - 1972.1        | 警士5期                      | 第6副軍団長            | 予備役             |                            |
| 13 | 李建栄          | 이건영   | 1972.1 - 1973         | 警士7期                      | 第6師団長              | 陸本企画参謀部長   |                            |
| 14 | 白石柱          | 백석주   | 1973 - 1975           | 陸士8期                      | 駐米武官               | 国防部軍需次官補   |                            |
| 15 | 梁麟錫          | 양인석   | 1975                  | 陸士5期                      |                        |                    |                            |
| 16 | 羅熙弼          | 나희필   | 1975 - 1976.9         | 陸士5期                      | 陸軍本部作戦参謀部長   | 予備役             |                            |
| 17 | 金永逸          | 김영일   | 1976.9 - 1979.1       | OSS特殊工作訓練 陸士特別8期  |                        | 予備役             |                            |
| 18 | 金漢龍          | 김한용   | 1979.1 - 1979.12      | 陸士8期                      | 歩兵学校長             | 予備役             | 粛軍クーデターにより解任   |
| 19 | 安宗勲          | 안종훈   | 1979.12 - 1980.3      | 陸士9期 工兵3期              | 陸軍本部軍需参謀部長   | 軍需司令官         |                            |
| 20 | 成宗鎬          | 성종호   | 1980.3 - 1982         | 陸士10期                     | 国防部政策企画局長     | 国防研究所長       |                            |
| 21 | ?               | ?        | 1982 - 1984           | ?                            | ?                      | ?                  |                            |
| 22 | ?               | ?        | 1984 - 1986           | ?                            | ?                      | ?                  |                            |
| 23 | 洪恩杓          | 홍은표   | 1986 - 1988           | 陸士13期                     | 管理参謀部長           | 予備役編入         |                            |
| 24 | 李寿熙          | 이정린   | 1988 - 1989           | 陸士16期                     | ?                      | 予備役             |                            |
| 25 | 李廷麟          | 이정린   | 1989 - 1991           | 陸士17期                     | 陸軍本部作戦参謀部長   | 国防部企画管理室長 |                            |
| 26 | 金光石          | 김광석   | 1991 - 1993.5         | 陸士17期                     | 国防部政策企画官       | 兵務庁長           |                            |
| 27 | 劉孝一          | 유효일   | 1993.5 - 1994         | 陸士22期                     | 25師団長               | 国防部動員局長     | ハナフェ                   |
| 28 | 鄭然友          | 정연우   | 1994 - 1995.4         | 甲種157期                    | 国防部人事局長         | 予備役編入         |                            |
| 29 | 金判圭          | 김판규   | 1995.4 - 1997.4       | 陸士24期                     | 55師団長               | 第6軍団長          |                            |
| 30 | 安周燮          | 안주섭   | 1997.10 - 1998.2      | 陸士24期                     | 2軍参謀長              | 青瓦台警護室長     |                            |
| 31 | 李康彦          | 이강언   | 1998.2 - 2000         | 陸士25期                     | 国防部政策企画局長     | 予備役             |                            |
| 32 | 朴興根          | 박흥근   | 2000 - 2002.5         | 陸士26期                     | 陸軍本部監察官         | 予備役             |                            |
| 33 | 安秉漢          | 안병한   | 2002.5 - 2003?        | 陸士27期                     | 合同参謀作戦企画部長   | 予備役             | のち国防部軍事編纂研究所長 |
| 34 | 白君基          | 백군기   | - 2004.5.29           | 陸士29期                     | 陸軍教育司令部教義部長 | 特戦司令官         |                            |
| 35 | 金近泰          | 김근태   | 2004.5.29 - 2005.4    | 陸士30期                     | 11師団長               | 第7軍団長          |                            |
| 36 | 柳大雨          | 성종호   | 2005.4 - 2007         | 陸士30期                     | 28師団長               | 予備役             |                            |
| 37 | チェ・ペクジン  | 최북진   | 2007 - 2009.12        | 陸士32期                     | 8師団長                | 予備役             |                            |
| 38 | 張錫洪          | 장석홍   | 2009.12 - 2010.8.5    | 陸士33期                     | 陸軍本部政策広報室長   | 予備役             |                            |
| 39 | 黄仁武          | 황인무   | 2010.8.5 - 2011.11.17 | 陸士33期                     | 32師団長               | 教育司令官         |                            |

## 根拠法令
- 陸軍大学令